# 多毛兔唇螺
多毛兔唇螺（学名：Lagocheilus pilosus）为环口螺科兔唇螺属的动物。

## 分佈
分布于印度至菲律宾一带以及中国大陆的海南等地，生活环境为陆地，一般栖息于阴暗潮湿的灌木草丛中、石块落叶下以及多腐殖质的地方。